# Коломиец, Анатолий Афанасьевич
Анатолий Афанасьевич Коломиец (укр. Анатолій Панасович Коломієць ; 4 октября 1918, Савинцы — 19 апреля 1997, Киев) — украинский и советский композитор, педагог, профессор, кандидат искусствоведения (1959), заслуженный деятель искусств Украины (1994). Член Союза композиторов Украины (1942).

## Биография
Выпускник Полтавского музыкального училища. Позже, обучался в Киевской консерватории (1938—1941, на историко-теоретическом факультете, одновременно в 1939—1941 —- композиторском факультете. Ученик Л. Н. Ревуцкого.
В связи с началом  войны, окончил учёбу в Ташкентской консерватории в 1943 году. В 1951 — аспирантуру при Киевской консерватории (класс Л. Ревуцкого).
В 1943—1945 — концертмейстер Киевского украинского драматического театра им. И. Франко (в Ташкенте). В 1944—1954 — преподаватель Киевского музыкального училища. С 1951 — в Киевской консерватории: с 1971 — профессор кафедры композиции.

## Творчество
А. А. Коломиец — автор хоровых, вокальных, инструментальных, симфонических произведения, сценической музыки, обработки украинских народных песен, в том числе о молодежи и для молодежи, в частности, педагогического репертуара для музыкальных школ и училищ, ВУЗов.
А также, музыкального редактирования издания произведений Н. Лысенко, К. Стеценко, В. Косенко, Л. Ревуцкого, М. Вериковского, Г. Верёвки.
Начал написание произведений крупной формы для сольного, концертного исполнения на бандуре. В соавторстве с В. Кирейко написал кантату «Иванова роща» (памяти И. Котляревского, 1969, сл. М. Рыльского). Отредактировал и завершил детскую оперу «Ивасик-Телесик» К. Стеценко (1962). В соавт. с Л. Ревуцким и Г. Майбородой осуществил редакцию Концерта для фортепиано с симфоническим оркестром В. Косенко (1967).
Как пианист исполнял произведения М. Лысенко, С. Рахманинова, Ф. Шопена, Ф. Шуберта и др.
Среди учеников — А. Билаш, Л. Дычко, В. Ильин, И. Карабиц, А. Костин, А. Осадчий, И. Поклад, Е. Станкович, М. Степаненко, В. Филипенко.

## Память
Імя А. Коломийца присвоено детской музыкальной школе в Миргороде, улице в родном селе. Мемориальные доски установлены на фасадах зданий на ул. Софиевская, № 16/16 (Киев), Полтавского музыкального училища и школы в с. Великие Сорочинцы Миргородского района.